# Luca Celli
Luca Celli (Bolonya, 23 de febrer de 1979) va ser un ciclista italià que fou professional del 2004 al 2010.

## Palmarès
- 2005
  - 1r al Tour de la Regió Valona i vencedor d'una etapa
- 2007
  - Vencedor d'una etapa a la Volta a Renània-Palatinat